# Даэдра
Даэдра, реже дэйдра или дейдра, (англ. Daedra — «дэйдра») — вымышленные существа в серии компьютерных игр The Elder Scrolls. Cущности, подобные демонам, обитающие в Обливионе.

## Общая характеристика
Даэдра как отдельная группа игровых монстров появились в The Elder Scrolls II: Daggerfall. Они присутствовали также в Redguard и составляли большую часть бестиария Battlespire. Изначально они появились как исключительно отрицательные персонажи, близкие по своему смыслу к демонам, однако начиная с The Elder Scrolls III: Morrowind разработчики отказались от подобного позиционирования. В последующих играх серии даэдра рассматривались как существа, чьи мотивы и поступки не могут быть поняты обычными смертными.
Даэдра обитают в планах Обливиона — многочисленных иных измерениях. Даэдра бессмертны — можно уничтожить их тело, однако спустя некоторое время они возродятся в связанном с ними плане Обливиона. Часто даэдра относятся с пренебрежением к смертным расам, проживающим на планете Нирн, основном месте действия игр серии, однако в некоторых случаях могут проявлять дружелюбие и даже помогать смертным. Принцы даэдра представлены как богоподобные существа. Внутриигровая этимология слова даэдра уходит в язык альтмеров, слово означает «не наши предки». Даэдра часто рассматриваются как демоны, хотя некоторые из них не могут считаться злыми. Даэдра обладают огромной силой и влиянием; они часто связываются с разрушением, хаосом и смертью. Их мотивация часто непонятна, они представляются как стремящиеся только к разрушению, но это не совсем соответствует действительности, поскольку принцы даэдра не вписываются в представления смертных о добре и зле и обладают обоими этими качествами одновременно. Они воспринимают смертных как не более чем игрушки. Так, Сангвин — принц пьянства и разврата, и Шеогорат — принц безумия, часто вмешиваются в дела смертных лишь ради развлечения и не имеют цели нанести сметным вред.
Ближайшей параллелью божественной космологии TES может быть гностицизм. Миром управляют Девять божеств — богов и богинь, однако они редко напрямую участвуют в мирских делах. Игрок гораздо чаще сталкивается с даэдра, сверхъестественными и в значительной мере злобными существами, которые, в отличие от божеств, склонны вмешиваться в человеческие интриги. Они вознаграждают игроков за акты, в основном развращённого, служения. Религиозные войны часто становятся частью игрового процесса, а персонажи исцеляются от болезней молитвами и ритуалами, которые могут быть довольно сложными. Эта космология пронизывает каждую часть TES, а антагонизм между божеством и даэдра создает моральное трение, которое помогает продвигать этос выбора собственного пути в повествовании этих ролевых игр.
В журнале «Лучшие компьютерные игры» демонология TES была названа самой развитой среди компьютерных игр, а даэдра сравнили с иудейскими демонами — «обычно злокозненными, но порой благодетельными». Высказывалось мнение, что символы принца даэдра Азуры — Луна и Звезда — имеют сходство с известными исламскими символами.
В играх серии прослеживается влияние творчества Говарда Лавкрафта. Культ и его элементы, на которые повлияло мифотворчество Лавкрафта, наиболее репрезентативно представлены Skyrim и его дополнении Dragonborn. Мифология Лавкафта заметна в образах принцев даэдра, но в их основе лежит не какой-то один её элемент, имеются лишь частичные сходства, основанные на некоторых идеях писателя. В мифологии, созданной Лавкрафтом, Древние почитаются как боги, и их культ, как и культ даэдра, скрыт от остального мира; Древние так же существовали за пределами нашего мира или находились во сне, который подобен смерти. У писателя некоторые персонажи пытались использовать силу Древних, как и адепты принцев даэдра, однако в обоих случаях сущности не позволяют делать это безнаказанно, не забрав чего-либо взамен. Один из принцев даэдра, Хермеус Мора имеет внешний облик в виде бесформенной массы с щупальцами и большим оком в центре, котрое окруженно множеством глаз. Сфера деятельности и
внешний облик говорят, что он создавался по подобию сверхъестественных существ мифологии Лавкрафта. Его облик весьма схож с описанием Азатота.

## Космология
Существуют противоречивые мифы о сотворении мира, один из которых утверждает, что несколько богов было обмануто, чтобы создать мир смертных, отдав часть своей силы. Они стали Восемью Божествами, также известными как аэдра, которым поклоняются как доброжелательным богам. Пантеон включает Девять Божеств: основатель империи Септимов Тайбер Септим стал девятым богом, Талосом. Другой пантеон более демонических божеств — даэдра, сохраняет полноту своей силы и обитает в Обливионе, отдельном плане вселенной. Конкретные даэдра не обязательно злые, хотя их часто изображают как лишённых сочувствия.
Вокруг Нирна совершают вращение два естественных спутника — Массер и Секунда. Солнце, которое вращается вокруг Нирна, представлено как дыра в Обливионе, образованная уходом Магнуса (бога чародейства) из плана смертных, а в результате ухода его последователей образовались звёзды. Через эти отверстия из Этериуса на план смертных попадает свет и магия. Помимо Мундуса (плана смертных), измерения, где расположен Нирн, в играх показаны измерения Этериус, план богов, и Обливион, план даэдра, поделённый на несколько областей, каждой из которой правит принц даэдра.
В империи Тамриэль имеется несколько типов верований: вера в Девять Божеств, которая рассматривается как официальная, и поклонение принцам даэдра, запрещённое на большей части империи. Поклонение даэдра происходит тайно, но распространено во всех провинциях империи, святилища этим сущностям можно найти в самых разных уголках Тамриэля. Адептами они почитаются в качестве богов. Последователи официальной религии преследуют поклонников даэдра, но эти меры оказываются тщетными. Как правило, адепты поклоняются тому принцу даэдра, кто наиболее соответствует их собственной натуре. Так, последователи Ноктюрнал, принцессы ночи, могут ощущать родство с темнотой, почитатели Мерунеса Дагона — стремится к власти и насилию.

## В основных сюжетных линиях
В Oblivion религиозный культ Мифический рассвет убивает Уриэля VII и всех его известных наследников и открывает пространственные врата в один из планов Обливиона, подобный аду план даэдрического принца Мерунеса Дагона, что ввергает Империю в хаос. Хотя игрок помогает незаконному королевскому наследнику закрыть врата измерений, героическое самопожертвование наследника обрывает родословную Септимов, вызывая кризис престолонаследия, который опустошает Империю и быстро сокращает её терриорию.
The Elder Scrolls Online служит приквелом к сюжетной линии Третьей Империи. Действие игры происходит в середине 600-летнего междуцарствия между Второй и Третьей Сиродильскими империями. Игрока приносят в жертву последователи даэдрического принца Молаг Бала, когда ему удается вернуться в смертный мир с помощью бывшего Императора, маскирующегося под пророка. Игрок должен присоединиться к одному из трёх различных военных альянсов, которые соперничают за контроль над Тамриэлем в Войне Трёх Знамён, но в конечном итоге ему поручено объединить все три фракции, чтобы помешать Молаг Балу поглотить планету Нирн в свой план Хладной Гавани.

## Восприятие
Появление такой самобытной группы монстров было названо корреспондентом журнала «Игромания» «дополнительной гранью в полном чудес мире Elder Scrolls».
Американское издание IGN составило топ-10 божественных сущностей TES, а в 2006 году принц даэдра Мерунес Дагон был номинирован на звание «Злодей года» в материале журнала «Мир фантастики» (в качестве главного антагониста The Elder Scrolls IV: Oblivion).

## Принцы даэдра
Помимо многочисленных NPC даэдра-монстров, важное значение в серии игр имеют старшие даэдра, князья даэдра или принцы даэдра (англ. Daedric Princes) — могущественные сверхъестественные бессмертные существа, которых обычно причисляют к богам или демиургам. Всего в играх серии появляется 18 Князей Даэдра, 16 из которых, как и обычные даэдра, были представлены в Daggerfall, а еще 2 - в следующих играх серии. Принцы даэдра имеют свой день в календаре, в который их можно призвать (в Daggerfall это реализовано), свою сферу влияния, и с каждым связаны один или несколько могущественных артефактов.
Все появившиеся во второй игре серии принцы даэдра имеют свои задания даэдрической реликвии в Daggerfall и Skyrim, 15 принцев (за исключение Мерунеса Дагона) дают аналогичные задания в Oblivion, а в Morrowind можно выполнить квесты от семи из них — Азуры, Боэтии, Малаката, Мерунеса Дагона, Мефалы, Молаг Бала и Шеогората.
| Имя                                  | Непосредственные появления                                                 | План                               | Описание |
| ------------------------------------ | -------------------------------------------------------------------------- | ---------------------------------- | --- |
| Азура (англ. Azura)                  | - Morrowind - DLC: III: Tribunal - DLC: Online: Morrowind                  | Лунная Тень                        | Даэдрическая принцесса зари и заката. В The Elder Scrolls III: Morrowind на протяжении истории помогает главному герою. Наряду с Мефалой и Боэтией является Предтечей, одним из божеств, которым поклонялся народ данмеров до прихода трёх Живых богов Трибунала. |
| Боэтия (англ. Boethiah)              | —                                                                          | Доля Воздаяния (Змеиная Седловина) | Боэтия — принц обманов, планов убийств, предательств и мщения. Также как Азура и Мефала является Предтечей в религии данмеров. |
| Вермина (англ. Vaermina)             | - DLC: Online: Necrom                                                      | Трясина                            | Даэдрический принц ночных кошмаров и дурных предзнаменований. Выступает в качестве антагониста в дополнении The Elder Scrolls Online: Necrom. |
| Джиггалаг (англ. Jyggalag)           | - DLC: IV: Shivering Isles                                                 | —                                  | Даэдрический принц порядка. Является первым принцем даэдра, впервые представленным не в Daggerfall, а в дополнении для The Elder Scrolls IV: Oblivion — Shivering Isles, где он выступает в качестве главного антагониста. Является истинной личностью даэдрического принца безумия Шеогората. |
| Ителия (англ. Ithelia)               | - DLC: Online: Gold Road                                                   | Зеркальная Пустошь                 | Даэдрический принц путей, Меняющая Судьбы. Может изменять ход событий и судьбы по своему усмотрению. Ителия впервые была упомянута в дополнении The Elder Scrolls Online: Necrom. Согласно сюжету дополнения даэдрический принц Хермеуса Мора, с согласия большинства Князей Даэдра, уничтожил все воспоминания о ней у всех существ (включая самих Князей за исключением самого себя), для того, чтобы спасти реальность от разрушения. Не сумев уничтожить свои собственные воспоминания Хермеус Мора разделил и поместил их в три глифики, которые затем спрятал в своём даэдрическом плане. Также в Necrom появляется её слуга - дремора Торвесард, который объединившись Верминой и Периайтом пытается вернуть себе утерянные воспоминания. |
| Клавикус Вайл (англ. Clavicus Vile)  | - Adventures: Redguard - DLC: Online: Summerset                            | Поля сожалений                     | Лорд подлости и обмана. В игре Redguard главный герой сталкивается с Клавикусом Вайлом. Клавикус Вайл предлагает протагонисту сделку, всячески подшучивая над ним, и тот, разгадав загадку Вайла, освобождает душу своей сестры. В «Топ-10 богов The Elder Scrolls», опубликованном на портале IGN, Клавикус Вайл занимает седьмое место (самое высокое из трёх принцев, попавших в список). Отмечается его роль трикстера и влияние на сиродиильский клан вампиров. |
| Малакат (англ. Malacath)             | - Online                                                                   | Зольник                            | Покровитель отверженных и изгнанников. Малакату поклоняется одна из играбельных рас в серии The Elder Scrolls — орки. |
| Меридия (англ. Meridia)              | - Online - DLC: Online: Summerset                                          | Цветные Комнаты                    | Принц жизни и жизненной энергии. Выступает союзником протагониста в основной сюжетной линии The Elder Scrolls Online и помогает в борьбе против Молага Бала. Также появляется в дополнении The Elder Scrolls Online: Summerset, где вновь помогает протагонисту против триады даэдрических принцев. |
| Мерунес Дагон (англ. Mehrunes Dagon) | - Battlespire - Oblivion - DLC: Online: Blackwood - DLC: Online: Deadlands | Мёртвые Земли                      | Противостояние принцу разрушения Мерунесу Дагону является основой сюжета двух игр: Battlespire и Oblivion, а также сюжетной арки «Врата Обливиона» в The Elder Scrolls Online. В Battlespire весь сюжет построен на борьбе с Мерунесом Дагоном. В обеих играх этот принц появляется в виде четырёхрукого гиганта с красной кожей, облачённого только в набедренную повязку. Мерунес Дагон из четвёртой игры серии упоминается как претендент на звание «Злодей года»-2006 по версии журнала «Мир фантастики».. В «Топ-10 богов The Elder Scrolls», опубликованном на портале IGN, Мерунес Дагон занимает десятое место. Отмечается то, что он является самым «преуспевающим» антагонистом серии.                                                 |
| Мефала (англ. Mephala)               | - DLC: Online: Summerset                                                   | Спиральный Моток                   | Даэдрический принц обмана и тайных убийств. Является одной из трёх Предтеч в религии данмеров. |
| Молаг Бал (англ. Molag Bal)          | - Online                                                                   | Хладная Гавань                     | Даэдрический принц господства и порабощения. Является создателем вампиризма во вселенной The Elder Scrolls. Молаг Бал является главным антагонистом основной сюжетной кампании The Elder Scrolls Online, согласно которой он, объединившись с некромантом Маннимарко, устроил вторжение в план смертных, пытался объединить его со своим планом и поработить всех жителей Нирна. Его план, Хладная Гавань, доступен в Online в качестве локации, доступной для свободного исследования. |
| Намира (англ. Namira)                | —                                                                          | Рассеивающая Пустота               | Даэдрическая принцесса тьмы и разложения, ассоциируемая с насекомыми и пауками и покровительствующая каннибализму. |
| Ноктюрнал (англ. Nocturnal)          | - Skyrim - DLC: Online: Summerset                                          | Вечнотень                          | Даэдрический принц ночи и тьмы. Появляется в линейке квестов Гильдии Воров в Skyrim. Также появляется в дополнении Summerset для Online, где она, наряду с Клавикусом Вайлом и Мефалой входит в состав триады даэдрических принцев, является главной антагонисткой данного дополнения. |
| Периайт (англ. Peryite)              | —                                                                          | Ямы                                | Даэдрический принц болезней и эпидемий. Выступает в качестве антагониста в дополнении The Elder Scrolls Online: Necrom. |
| Сангвин (англ. Sanguine)             | - Skyrim                                                                   | Несметные Царства Удовольствий     | Даэдрический принц веселья и разгула. Появляется в Skyrim в образе смертного в рамках собственного квеста. |
| Хермеус Мора (англ. Hermaeus Mora)   | - Skyrim - DLC: V: Skyrim — Dragonborn - Online - DLC: Online: Necrom      | Апокриф                            | Даэдрический принц знаний и памяти. Появляется в пятой основной части серии, Skyrim, и её дополнении, Dragonborn, где также впервые был показан его план, Апокриф, который является огромной библиотекой. |
| Хирсин (англ. Hircine)               | - DLC: III: Bloodmoon - DLC: Online: Wolfhunter                            | Охотничьи угодья                   | Даэдрический принц охоты. Является покровителем вервольфов во вселенной игр серии. Выступает в качестве антагониста в дополнении The Elder Scrolls III: Bloodmoon. Также ему посвящено дополнение Wolfhunter для The Elder Scrolls Online, которое содержит два тематических подземелья. |
| Шеогорат (англ. Sheogorath)          | - DLC: IV: Shivering Isles - Skyrim - Online                               | Дрожащие острова                   | Вокруг бога безумия Шеогората разворачиваются события аддона The Elder Scrolls IV: Shivering Isles, где главный герой попадает в царство безумного бога, одноимённое с названием игры. После прохождения изрядного количества испытаний самому игроку будет предложена возможность стать Лордом безумия. |

### Комментарии
1. ↑  В локализации TES IV